# 劉光典
劉光典（1922年12月1日—1959年2月4日），原名劉鴻樑，中國共產黨員，遼寧旅順人（今大连市旅顺口区），原籍山東萊陽，北平輔仁大學經濟管理專科畢業，曾短暫擔任棗莊警察局長，從事醫藥工作，1947年加入中國共產黨，1949年來台蒐集情報從事交通員工作，為洪國式小組成員，洪國式落網後其日記內容造成小組成員遭通緝，劉光典透過王耀東的關係與胡滄霖等藏匿南部山區，1954年2月13日劉光典被逮捕後判處死刑，1959年2月4日槍決於安坑刑場。

## 生平
由於日俄戰爭的關係，旅順成為日本的租界，劉光典于1922年出生于日占關東州下辖的旅順市(今大连市旅顺口区)。劉光典在當地就讀日本的公學校，因此熟悉日語，1937年，由於父親過世，劉光典開始出外謀生，從事過醫藥學徒、煤礦會計的工作，並且曾短暫半工半讀就讀於哈爾濱鐵道工學院，1942年在北平通州與妻子王素蓮結縭。
婚後，劉光典與妻子回到山東謀生，此時山東已是日佔區，劉光典由於熟悉日語，曾擔任過棗莊警察局長職務，但是沒多久，劉光典就離開這個職務，從事醫藥及毛皮的生意，並修業於北平輔仁大學經濟管理專科，1946年抗戰結束後，劉光典到上海做生意認識了同是東北老鄉的共產黨員洪國式，當時洪國式正在上海為共產黨蒐集情報，1947年國共內戰全面爆發，許多共產黨員轉為地下工作，劉光典1947年加入中共大連社會部，隨洪國式在上海成立中共情報站「華石公司」，往返北平東北等地蒐集並傳遞情報。
1945年對日抗戰結束後，中共開始布局南方情報網絡，積極滲透工作者入台。隨著戰事推進，國共內戰，國府節節敗退，洪國式小組於1949年來台蒐集情報與建立電台的重要工作，劉光典擔任交通員工作，蒐集海漲、氣象、海陸空軍及駐紮情形，1950年3月1日洪國式落網後，劉光典從基隆回到台北找王耀東，由王耀東安排前往善化安排住在賴正亮家中，並陸續住在池仁致、鍾茂春、王新德、李顯章及李顯玉等人家中，不久全台大搜捕展開，由於日久恐遭人檢舉，劉光典與王耀東、葉城松、胡滄霖等人逃到台南，劉光典與王耀東更是躲藏內門溝坪山區地穴中，1954年胡滄霖遭逮捕後供出劉光典與王耀東等人行蹤，王耀東與劉光典被判處死刑，1959年2月4日槍決於安坑刑場。

## 特殊案例
此案由王耀東與胡蒼霖等人的親戚關係，使得單線聯絡的情報網出現橫向連結，造成省工委嘉義朴子與洪國式小組同時被影響，保密局以此作為情報工作案例，並以劉光典案編寫了一本小冊子「一個匪諜逃亡的故事」。

## 身後
劉光典落網後遭囚禁多年，國民黨當局散佈其叛變消息，並因為音訊阻隔無法證實，劉光典的妻子王素蓮與三個兒女劉玉芳、劉玉平、劉玉勝被打為黑五類，受盡折磨的妻子於1955年在北京同仁医院過世，三個子女也歷盡滄桑，經過50年後，透過友人得到父親在台灣的消息，並藉由白色恐怖受難者互助會的協助，取得了其父親在台灣的判決書等文件，2003年在六張犁找到了劉光典的遺骨，劉光典的骨灰一半留在台灣，一半則安葬於北京市八寶山革命公墓。

## 紀念
1991年中共正式追認劉光典為革命烈士，2008年劉光典骨灰葬於北京市八寶山革命公墓。2013年10月，北京西山國家森林公園的無名英雄廣場上立有無名英雄紀念碑，為紀念來台灣在1950年代被處決「隱蔽戰線烈士」而設立。劉光典銘刻於紀念碑上。